# (85308) Atsushimori
(85308) Atsushimori est un astéroïde de la ceinture principale.

## Description
(85308) Atsushimori est un astéroïde de la ceinture principale. Il fut découvert le 30 novembre 1994 à Kuma Kogen par Akimasa Nakamura. Il présente une orbite caractérisée par un demi-grand axe de 2,29 UA, une excentricité de 0,18 et une inclinaison de 5,2° par rapport à l'écliptique.

## Compléments